# لتانية حمراء
لتانية حمراء أو لتانية حمراء (الاسم العلمي:Latania rubra) هو نوع نباتي يتبع جنس لتانية من فصيلة الفوفلية.